# Nastya Kamenskih
Anastasiia Oleksiivna Kamenskykh (nacida en Kiev, Ucrania, el 4 de mayo de 1987), conocida profesionalmente como NK, es una cantante, actriz, presentadora de televisión, jueza y tutora en el show Factor X (Ucrania), fundadora y propietaria de ropa deportiva NKsport, autora de NKblog, etc.

## Juventud y estudios
Nació en Kiev, Ucrania. A la edad de 5 años, participó en programas educativos para intercambios entre familias y vivió un tiempo en Francia. Con 6 años se mudó a Italia y vivió allí durante siete años. Continuó estudiando en la Escuela Internacional Pechersk en Kiev y en la escuela musical. NK se graduó de la escuela de música a los 15 años y comenzó a tomar clases de ballet profesional. Hizo ballet durante 8 años. También fue estudiante en la Universidad Internacional de Wisconsin en Ucrania. 
Kamenskykh Habla cinco idiomas: ucraniano, ruso, inglés, italiano y español.

## Carrera musical
En 2004, el nombre de NK como cantante resonó en el festival «Black Sea Games» por primera vez, donde recibió el Gran Premio y ganó todo tipo de galardones. Un año después, fue premiada en UBN Awards en la nominación de "Descubrimiento del año" en Londres en 2005.
Durante el período 2006-2017, NK cantaba en "Potap & Nastia", el dúo más popular entre los rusoparlantes. El dúo se hizo muy popular, recibió múltiples premios y prominencia mundial.
En 2017, comenzó su propio proyecto NK. Ese año salió al mercado con su primer video y la canción #thatsmytypeofofnight, que se hizo viral en las redes sociales. El mismo año lanzó el álbum acústico navideño y el programa de Navidad "Xmas with NK", donde presentó los hits de Navidad más famosos en 4 idiomas (inglés, italiano, ruso y ucraniano): "All I want for Christmas","Last Christmas", "Have yourself a merry little Christmas" y canciones propias.
Después del lanzamiento de la primera canción, cada siguiente tema de NK va ganando millones de visitas en YouTube. La siguiente canción fue "Dai Mne" que salió en marzo de 2018. Fue seguida por otro hit "Trymay" escrito por la propia NK. La canción sonaba en todas las listas musicales más importantes de Ucrania. Además, en septiembre de 2018, NK presentó en exclusiva su canción ucraniana "Trymay" en la mayor emisora de radio italiana Radio Rai.
Poco después, NK estrenó una canción en inglés y español llamada Peligroso. La canción fue escrita en colaboración con el ganador de varios Premios Grammy Latino, Yoel Henriquez, Cris Chil (compositor) y Oleksii Potapenko (compositor) y producida por Ali Álvarez de Magnus Media, una compañía dirigida por Marc Anthony. La canción se presentó en los programas de radio y televisión más populares de América Latina, incluyendo ¡Despierta América! en Univision, Total Acceso y Titulares y Más en Telemundo y ¡Hola! TV. Bajo la gira promocional de Peligroso, NK también asistió a la gala de la Persona del Año de la Academia de Grabación Latina de 2018 y a la 19.ª ceremonia anual de los Premios Grammy Latinos, convirtiéndose así en la primera artista de Ucrania invitada. El 21 de noviembre, Peligroso estaba entre las 25 mejores Canciones Tropicales en las listas de música latina en Billboard. El 29 de marzo de 2019 el reggaetonero De La Ghetto apareció en el remix oficial de Peligroso. El lanzamiento fue apoyado con un video musical oficial en el que participaron ambos NK y De La Ghetto. El video generó más de un millón de visitas en el primer día de la carga.
El 12 de octubre, NK lanzó su primer álbum "No Komments" y un videoclip para la canción LOMALA. El álbum incluye 10 canciones escritas en inglés, ucraniano y ruso.
El 1 de diciembre de 2018, NK asistió a una importante ceremonia de premios de música ucraniana en la que fue la artista femenina más nominada, participando en 5 nominaciones. Allí recibió el premio a Artista femenina del año y Mejor video musical por el video oficial #thatsmytypeofofnight.
El siguiente lanzamiento de la artista siguió el 25 de abril de 2019. Esta vez fue una canción muy esperada en ucraniano "Obitsiayu" (Lo Prometo) junto con el video musical oficial de la canción.
El 8 de julio de 2019, NK abrirá un gran espectáculo para Maluma en Kiev en la sala de conciertos más grande de Ucrania.

## Carrera en la TV
2007 – “Bailando con estrellas” participante estrella en la cadena 1+1 en Ucrania
2008 – participante estrella del programa de TV “Dos estrellas” en la Primera cadena en Rusia
2010 – participante estrella del programa de canto “Estrella+Estrella” en la cadena 1+1 en Ucrania; 
2010 – presentadora del programa de la mañana «Guten Mogren» en la cadena musical M1 en Ucrania .
Desde 2016 hasta ahora: presentadora de televisión de la versión para niños del programa "Hazle reir al cómico, Niños" en el canal 1+1 en Ucrania.
Desde 2017 hasta ahora, juez y mentora del programa musical «Factor X». A la cantante con una experiencia invaluable se le encomendó una importante misión: encontrar talentos reales y guiar el camino de su desarrollo creativo.
2017 - Película especial de Navidad y álbum acústico «Xmas with NK», que presenta los éxitos de Navidad más famosos en 4 idiomas (inglés, italiano, ruso y ucraniano): "All I want for Christmas", "Last Christmas", "Have yourself a merry little Christmas" y canciones propias.

## Carrera empresarial
Desde 2017 elabora su propia marca de ropa deportiva - NKsport. El amor de NK por los deportes, el deseo de mejorarse a sí misma y de inspirar a sus fanes a cambiar para mejor se han convertido en un proyecto exitoso: NKsport. Número de colecciones desde 2017: 10.

## Redes sociales
Instagram @kamenskux– 3m seguidores 
Canal en Youtube NKofficial – 763K suscriptores
Motivación y deporte: cuenta de Instagram @nkblog– 565K seguidores.

## Otros
Desde 2015 comienza su propio video blog de estilo de vida NKBLOG en YouTube. NK se convirtió en la primera artista pop entre rusoparlantes que inició el video blog de Youtube. El objetivo principal de su política en las redes sociales es la motivación de la juventud moderna para un estilo de vida activo.
Desde 2017 afiliada del programa de caridad Fin de semana de caridad. Los fondos recaudados de los programas de conciertos se transfieren al Instituto de Traumatología y Ortopedia de la Academia Nacional de Ciencias Médicas de Ucrania.
En 2017, NK comenzó a cooperar con una organización benéfica "Giznelub" ("Persona que ama la vida"). Ella participa activamente en la recolección de ropa, así como en la entrega de alimentos para mayores de manera continua. En 2018 estuvo involucrada en 3 campañas. La cantante también creó una subasta de venta de ropa personal y de concierto para recolectar fondos para el mismo propósito. Todas las donaciones se envían a lugares abiertos donde las personas de la tercera edad podrían obtener comida y ropa gratis. En 2018 colaboró para abrir 2 lugares de ese tipo. 
En 2018 NK fue amiga honoraria de la Liga de Campeones Femenina de la UEFA 2017-18.

## Actividad musical en cifras
| Álbumes              | 8         |
| Videos               | 34        |
| Portadas de revistas | más de 50 |
| Cantidad de premios  | más de 50 |

## Discografía

### Álbumes

#### Álbumes de estudio
| Título      | Detalles                                                                                 |
| ----------- | ---------------------------------------------------------------------------------------- |
| No Komments | - Lanzamiento: 12 de octubre de 2018 - Discográfica: Nice2CU - Formato: Descarga digital |

#### EP
| Título       | Detalles                                                                                    |
| ------------ | ------------------------------------------------------------------------------------------- |
| Xmas with NK | - Lanzamiento: 22 de diciembre de 2017 - Discográfica: Nice2CU - Formato: Descarga digital  |
| Ecléctica    | - Lanzamiento: 18 de septiembre de 2020 - Discográfica: Nice2CU - Formato: Descarga digital |

### Sencillos
| Año                                                | Sencillo                                   | Posiciones | Posiciones | Álbum       |
| Año                                                | Sencillo                                   | UCR        | EUA        | Álbum       |
| -------------------------------------------------- | ------------------------------------------ | ---------- | ---------- | ----------- |
| 2005                                               | «Какая разница»                            | —          | —          | Sin álbum   |
| 2016                                               | «Абнимос / Досвидос» (con Nadya Dorofeeva) | —          | —          | Sin álbum   |
| 2017                                               | «Это моя ночь»                             | 22         | —          | No Komments |
| 2018                                               | «Дай мне»                                  | —          | —          | No Komments |
| 2018                                               | «Тримай»                                   | 1          | —          | No Komments |
| 2018                                               | «Ты же не забыл» (con Lyubov Uspenskaya)   | 36         | —          | Sin álbum   |
| 2018                                               | «Lomala»                                   | —          | —          | No Komments |
| 2018                                               | «Peligroso»                                | 2          | 24         | Sin álbum   |
| 2019                                               | «Попа, как у Ким»                          | —          | —          | No Komments |
| 2019                                               | «8-ма марта» (con ZBSband)                 | —          | —          | Аудиотеатр  |
| 2019                                               | «Обіцяю»                                   | 1          | —          | Sin álbum   |
| 2019                                               | «Elefante»                                 | —          | —          | Ecléctica   |
| 2020                                               | «Miami» (con Jacob Forever & Jessy Frank)  | —          | —          | Sin álbum   |
| 2020                                               | «Lollipop» (con Juan Magán)                | —          | —          | Sin álbum   |
| 2020                                               | «Воспоминания»                             | —          | —          | Sin álbum   |
| 2020                                               | «А huevo»                                  | 29         | —          | Ecléctica   |
| 2020                                               | «Película»                                 | —          | —          | Ecléctica   |
| 2020                                               | «Vibe»                                     | —          | —          | Sin álbum   |
| 2020                                               | «Почуття»                                  | —          | —          | Sin álbum   |
| «—» significa que el sencillo no entró a la lista. |                                            |            |            |             |

## Premios
| AÑO  | PREMIO                                          | NOMINACIÓN | OBRA NOMINADA                                  | RESULTADO            |
| 2004 | Black Sea Games Festival                        | Grand Prix | NK                                             | Ganador              |
| 2005 | UBN Awards Londres                              | «Opening of the Year»                                                                                          | NK                                             | Ganador              |
| 2007 | 5 STARS                                         | Premiado del festival                                                                                          | Proyecto «Potap & Nastia»                      | Ganador (Grand Prix) |
| 2007 | Nuevas canciones sobre los más importante       | La mejor canción                                                                                               | «Ne Para» (rus. No somos pareja)               | Ganador              |
| 2008 | Premios MUZ-TV                                  | Descubrimiento del Año                                                                                         | Proyecto «Potap & Nastia»                      | Ganador              |
| 2009 | Premios VIVA                                    | La cantante más guapa                                                                                          | NK                                             | Ganador              |
| 2010 | Premios Showbiz index 2010                      | El video más popular del año entre los usuarios de internet                                                    | Don't love my brains (rus. Ne liubi mne mozgi) | Ganador              |
| 2011 | Premios RU.TV                                   | La pareja más hermosa                                                                                          | Proyecto «Potap & Nastia»                      | Premio especial      |
| 2011 | Golden Gramophone ('San Petersburgo')           | Premiado del festival                                                                                          | Chumachechaya Vesna (rus. Primavera Loca)      | Ganador              |
| 2011 | 20 mejores canciones                            | La mejor canción del año                                                                                       | Chumachechaya Vesna (rus. Crazy Spring)        | Ganador              |
| 2011 | Canción del año                                 | La mejor canción                                                                                               | Chumachechaya Vesna (rus. Primavera Loca)      | Ganador              |
| 2011 | Resultados célebres del año                     | La mejor canción según la cadena NTV                                                                           | Chumachechaya Vesna (rus. C Primavera Loca)    | Ganador              |
| 2012 | Sound track – Moscow Komsomolets                | El Dúo del Año                                                                                                 | Proyecto «Potap & Nastia»                      | Ganador              |
| 2012 | 20 mejores canciones                            | La mejor canción del año                                                                                       | What if (rus. Esli vdrug)                      | Ganador              |
| 2012 | Golden Gramophone ('San Petersburgo')           | Premiado del festival                                                                                          | What if (rus. Esli vdrug)                      | Ganador              |
| 2012 | Premios RU.TV                                   | El mejor grupo                                                                                                 | Proyecto «Potap & Nastia»                      | Ganador              |
| 2012 | La mejor canción del año                        | La mejor canción                                                                                               | Prileleto                                      | Ganador              |
| 2013 | Red Star(Krasnaya zvezda)                       | 20 mejores canciones                                                                                           | What if (rus. Esli vdrug)                      | Ganador              |
| 2013 | National award "Golden Wave" (Georgia)          | El mejor grupo extranjero                                                                                      | Proyecto «Potap & Nastia»                      | Ganador              |
| 2013 | La canción del año                              | La mejor canción                                                                                               | Todo está bien (rus. Vse puchkom)              | Ganador              |
| 2014 | Canción del año (Ukraine)                       | La mejor canción                                                                                               | Everything is cool (rus. Vse puchkom)          | Ganadora             |
| 2014 | Premios RU.TV                                   | El mejor video                                                                                                 | Everything is cool (rus. Vse puchkom)          | Ganadora             |
| 2014 | Golden Gramophone ('San Petersburgo')           | Por la canción                                                                                                 | Everything is cool (rus. Vse puchkom)          | Ganadora             |
| 2014 | Premio «Song of the Year – 2014» (Ukraine)      | Canción folk                                                                                                   | Udi-Udi                                        | Ganadora             |
| 2015 | Premios M1 Music                                | Grupo del año                                                                                                  | Proyecto «Potap & Nastia»                      | Ganadora             |
| 2015 | Premios M1 Music                                | Premio hit parade "Golden Gramophone", proyecto general de "M1" y la estación de radio "Russian Radio Ukraine" | Project «Potap & Nastia»                       | Ganadora             |
| 2016 | Premios M1 Music – PRE-Party                    | La mejor campaña promocional de la gira                                                                        | «Potap & Nastia»10 years. Golden whales»       | Ganadora             |
| 2016 | Premio "Major League" de "New Radio"            | La mejor canción                                                                                               | Como madre                                     | Laureados            |
| 2016 | Premios M1 Music                                | Hit del año | Como madre                                     | Ganadora             |
| 2017 | Premios M1 Music                                | Por contribución al desarrollo de la industria nacional.                                                       | Proyecto «Potap & Nastia»                      | Ganadora             |
| 2017 | Premios TRC Ukraine                             | Periodista del año                                                                                             | Proyecto NK                                    | Ganadora             |
| 2017 | Music Platform TRC Ukraine                      | La mejor canción navideña                                                                                      | Proyecto NK                                    | Ganadora             |
| 2017 | Media Siesta (Premio de periodistas de Ucrania) | Periodista del año                                                                                             | Proyecto NK                                    | Ganadora             |
| 2017 | Premios M1 Music                                | Video del invierno 2017                                                                                        | Proyecto NK                                    | Ganadora             |
| 2018 | Premios M1 Music                                | Cantante de la primavera 2018                                                                                  | Proyecto NK                                    | Ganadora             |
| 2018 | Premios Cosmopolitan                            | Cantante del año                                                                                               | Proyecto NK                                    | Ganadora             |
| 2018 | Premios M1 Music                                | Cantante del otoño                                                                                             | Proyecto NK                                    | Ganadora             |
| 2018 | Premios M1 Music                                | Cantante del año                                                                                               | Proyecto NK                                    | Ganadora             |
| 2018 | Premios M1 Music                                | Video Musical del año                                                                                          | Proyecto NK                                    | Ganadora             |
| 2019 | Premios Musicales YUNA                          | Pop hit del año                                                                                                | Proyecto NK                                    | Ganadora             |